# Mordechai Segev

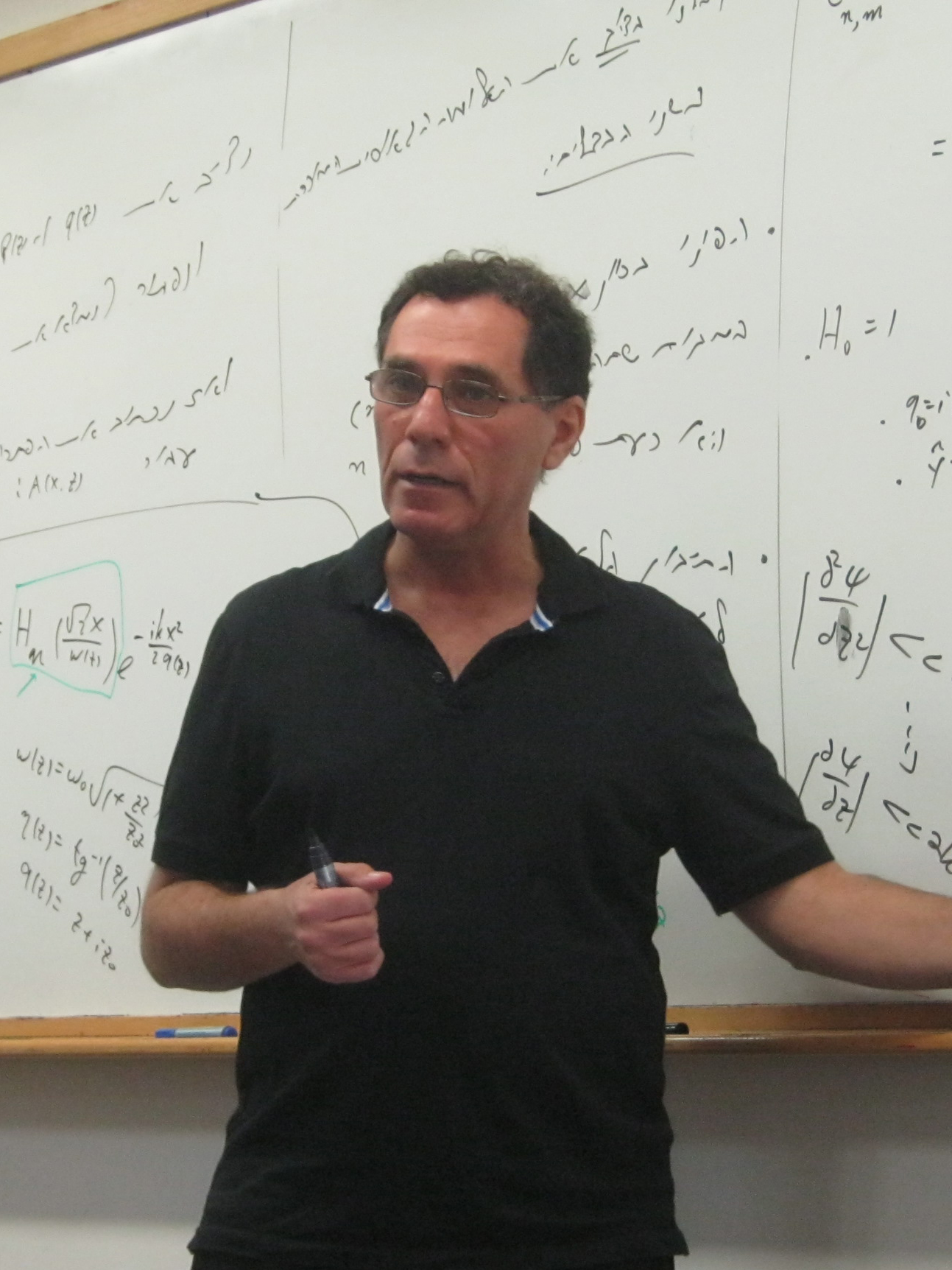
Mordechai Segev

Mordechai „Moti“ Segev (מרדכי 'מוטי' שגב) ist ein israelischer Physiker am Technion, der sich mit Lasern, Nichtlinearer Optik, Solitonen und Quantenoptik befasst.
Segev studierte Physik am Technion in Haifa mit dem Bachelor-Abschluss 1985 und der Promotion 1990. Danach war er als Post-Doktorand am Caltech. 1994 wurde er Assistant Professor, 1997 Associate Professor und 1999 Professor an der Princeton University. Im Sommer 1998 ging er zurück nach Israel und wurde Professor am Technion. Er ist dort Trudy and Norman Lewis Professor of Physics.
Er entdeckte in den 1990er Jahren photorefraktive räumliche Solitonen und inkohärente Solitonen (oder Random-phase Solitons), die er als Phänomen des Selbsteinfangs (Self trapping) in inkohärentem weißem Licht (wie dem von Glühbirnen) fand, und er fand als Erster Solitonen in einem zweidimensionalen Gitter. Er war der Erste, der Anderson-Lokalisierung in einem gestörten periodischen System demonstrierte.
2009 erhielt er den Max Born Award. Von 1995 bis 1997 war er Sloan Research Fellow. Er ist Fellow der American Physical Society (2000) und der Optical Society of America. 2007 gewann er den Quantum Electronics Prize der European Physical Society. Seit 2011 ist er Mitglied der Israel Academy of Science and Humanities. 2014 erhielt er den Arthur-L.-Schawlow-Preis für Laserphysik und den Israel-Preis in der Sparte Exakte Wissenschaften, 2019 den EMET-Preis. 2015 wurde er in die National Academy of Sciences gewählt, 2021 in die American Academy of Arts and Sciences. Für 2024 wurde ihm der Rothschild-Preis zugesprochen.
Er war 2010 Carl Zeiss Gastprofessor an der Universität Jena.
Zu seinen Doktoranden zählt Marin Soljačić.

## Schriften
- mit George Stegeman Self trapping of optical beams: spatial solitons, Physics Today, Band 51, August 1998